# Henry de Jouvenel
Henry de Jouvenel des Ursins ( París, 5 de abril de 1876 — París, 5 de octubre de 1935) fue un periodista y político francés.

## Biografía
Descendiente de Jean de Jouvenel des Ursins, su abuelo fue Léon de Jouvenel.
Henry de Jouvenel fue hermano del periodista Robert de Jouvenel. Desde joven se interesó por los asuntos públicos y obtuvo la plaza de director del gabinete del ministro de Comercio en 1905. También se interesó por el periodismo, colaborando con el diario Le Journal, y más tarde fue jefe de redacción del diario Le Matin. Allí conoció a Colette, con la que se casaría en segundas nupcias el 19 de diciembre de 1912.
En 1914 fue movilizado y combatió en Verdun. Tras la guerra, comienza su carrera política. Senador por Corrèze de 1921 a 1933, fue nombrado ministro de Instrucción pública y de Bellas Artes en el gobierno Poincaré en marzo de 1924, antes de convertirse en alto comisionado de la República francesa en Siria y Líbano del 10 de noviembre de 1925 al 23 de junio de 1926. Bajo su administración Líbano pasó a ser la República libanesa.
En 1927, Jouvenel fundó La Revue des vivants, que dirigió con Henry Malherbe hasta 1935, revista en la que colaboraron, entre otros, Romain Rolland, Georges Duhamel o Charles de Gaulle. Paralelamente fue, de 1927 a 1935, primer presidente de la Unión de Franceses en el extranjero.
Entre 1932 y 1933 fue embajador de Francia en Italia, donde retomó relaciones amistosas con el régimen de Mussolini; fue a continuación nombrado ministro de Ultramar del segundo gobierno Daladier, en 1934, y representó a Francia en la Sociedad de las Naciones. Próximo a Aristide Briand, combatió por la paz.

### Vida privada
Jouvenel se casó en 1902 con Sarah-Claire Boas (1879-1967), hija mayor del ingeniero Alfred Boas, de origen judío. La ayuda de Henry de Jouvenel en la campaña a favor de Alfred Dreyfus habría favorecido este matrimonio. La pareja tuvo un hijo, Bertrand de Jouvenel (1903-1987). Henry de Jouvenel tuvo un segundo hijo, Renaud de Jouvenel (1907-1982), de su relación con Isabelle de Comminges, esposa a su vez de Maurice Pillet-Will. En 1913 Henry de Jouvenel tuvo una hija, Colette Renée, nacida de su segundo matrimonio en 1912 con la escritora Colette; la pareja se divorciará en 1925, cuando el padre descubre las relaciones de la escritora con su hijo.